# Kalliapseudes schubarti
Kalliapseudes schubarti är en kräftdjursart som beskrevs av Mane-Garzon 1969. Kalliapseudes schubarti ingår i släktet Kalliapseudes och familjen Kalliapseudidae. Inga underarter finns listade i Catalogue of Life.